# Married Flirts
Married Flirts es una película dramática muda estadounidense de 1924 dirigida por Robert Vignola y protagonizada por Pauline Frederick, Mae Busch y Conrad Nagel. El guion, escrito por Julia Ivers, está basado en el best seller de Louis Joseph Vance de 1923, Mrs. Paramor. El drama se consideró bastante atrevido en ese momento, ya que la historia se centraba en maridos que eran alejados de sus esposas. Una escena muestra a conocidas estrellas de Hollywood interpretándose a sí mismas en una fiesta.

## Trama
Nellie Wayne (Pauline Frederick) es una novelista que pierde a su marido a manos de un vampiro, quien posteriormente lo rechaza para casarse con otro hombre, que posteriormente es seducido por el novelista.

## Reparto
- Pauline Frederick como Nellie Wayne
- Conrad Nagel como Perley Rex
- Mae Busch como Jill Wetherell
- Huntley Gordon como Pendleton Wayne
- Paul Nicholson como Peter Granville
- Patterson Dial como Evelyn Draycup
- Alice Hollister como la señora callender
- John Gilbert como él mismo, invitado a la fiesta
- Hobart Henley como él mismo, invitado a la fiesta
- Robert Z. Leonard como él mismo, invitado a la fiesta
- May McAvoy como ella misma, invitada a la fiesta
- Mae Murray como ella misma, invitada a la fiesta
- Aileen Pringle como ella misma, invitada a la fiesta
- Norma Shearer como ella misma, invitada a la fiesta

## Preservación
Sin copias de la película ubicadas en ningún archivo cinematográfico, Married Flirts está clasificada como una película perdida. La última copia conocida de la película fue destruida en el incendio de la bóveda del MGM de 1965.